# 마티아스 다만
마티아스 다만(독일어: Matthias Dammann, 1957년 ~ )은 독일의 클래식 기타 제작가이다.

## 생애
마티아스 다만은 다니엘 프리드리히의 1968년 작품을 소유하였으며 다니엘 프리드리히, 로버트 럭(Robert Ruck), 미구엘 로드리게즈(Miguel Rodgriguez), 안토니오 토레스에게 영향을 받았다. 마티아스 다만은 상판을 최대한 가볍게 만들기 위한 연구 끝에 1989년에 더블탑 공법이 적용된 최초의 기타를 제작하였다. 이후 케블라로 이루어진 노멕스(Nomex) 판을 사용한 더블탑을 1995년에 최초로 제작하였다. 국제적으로 유명한 연주자 가운데에는 마누엘 바루에코(:en:Manuel Barrueco)가 1993년에 처음으로 더블탑 기타를 사용하였으며, 이후에도 수많은 연주자들이 다만의 더블탑 기타를 사용했다. 데이비드 러셀(en:David Russell (guitarist))은 20년 넘게 연주회에서 다만을 사용해왔다. 국내에서는 고충진 연주자가 다만을 가지고 있는데, 부산의 한의원 원장에게 기증받았다. 무수한 제작가들이 본인들의 기타에 다만의 더블탑 공법을 적용해왔다.

## 언급
"누구라도 악기를 고를 땐 하고자 하는 모든 것을 할 수 있는 악기를 원할 것입니다...... 집에 많은 기타를 가지고 있지만, 다만보다 나은 게 없기 때문에 연주회에서는 주로 다만을 쓰지요...... 다만은 음색이 어둡고 둥급니다. 소리가 크면서도 지나치게 날카롭지 않아서 아주 만족스러워요.(When you choose an instrument, you choose an instrument that does all the things you want...... I have many guitars at home, but at concerts I mostly play the Dammann because it’s the best....... Dammann has a more dark sound, a rounder sound. It’s still loud but not so aggressive, so I’ve been very happy with this guitar.)"— 데이비드 러셀, 2020년

"'담만'은 지금 주문하면 10년 뒤에나 손에 넣을 수 있는 세계적인 명기입니다. 돈(4천만원)이 있다고 바로 살 수 있는 악기가 아닙니다. 저는 대한민국에서 처음으로 담만을 가지는 영광을 누렸습니다. 늘 갖고 싶었는데 2007년 부산의 한 한의원 원장이 선물해주었습니다."— 고충진, 2015년